# Manuel Amor Meilán
Manuel Pascual Amor Meilán (La Coruña, 31 de enero de 1867-Lugo, 9 de diciembre de 1933) fue un antropólogo, periodista, escritor e historiador español.

## Biografía
Manuel Pascual Amor trabajó como funcionario en la Diputación de Lugo. Fue redactor y después director durante veinte años de El Regional. Dirigió La Ilustración Gallega y también dirigió el periódico La Provincia, colaborando en otras publicaciones como La Ilustración Artística, Revista de España o La Ilustración Ibérica. Como antropólogo se interesó por la presencia humana en las cuevas, investigando la cueva del Rei Cintolo de Mondoñedo) en las fases interglaciares cuaternarias, siguiendo la investigación de José Villaamil y Castro.
Creía en el origen céltico de los castros y mámoas, y opinaba que las investigaciones antropológicas de su época "certificaban la raza alpina o céltica en Galicia", afirmación que recoge la Historia de la provincia de Lugo (1918). Es autor de la Geografía General de el Reino de Galicia, junto con numerosos artículos en gallego y castellano, publicados en diferentes periódicos y publicaciones, usando en algún momento el apodo «Manuel Molina Mera».

## Obra literaria
Fue uno de los primeros escritores en escribir novelas en gallego. Publicó relatos en la revista orensana O Tio Marcos d'a Portela y en otras publicaciones. Fundador de la Real Academia Gallega en 1905, también fue miembro de la Academia de Bellas Artes de San Fernando, de la A.B.A. de Barcelona, de la A.B.A. y Ciencias de Toledo y de la Sociedad Arqueológica de Pontevedra.

### Obras principales
- Mendo de Maceda o los amores de un noble, 1882 (novela en castellano)
- Justicias y crueldades, 1883 (novela en castellano)
- Treboadas, 1884 (poesía en gallego)
- Desde la honradez de un crimen, 1884 (novela en castellano)
- Xuana, novela de costumbres gallegas, 1886 (novela en gallego)
- Los hijos de la playa, 1887 (novela en gallego)
- Pedro Madruga, 1887 (poesía en castellano)
- Amante, esclava y verdugo, 1888 (novela en castellano)
- Dolores, Álbum de mi hija, 1890
- Sol y sombra. Cuentos y paisajes, 1893
- Él último hijodalgo, 1893, Biblioteca Gallega (relatos en castellano)
- Reinar después de morir, 1897
- Gregorio Hernández (El Murillo de la escultura), 1898 (ensayo en castellano)
- Santa Trahamunda, 1900
- Galicia en el teatro antiguo, 1902
- Influencia de la dominación musulmana en Galicia, 1902
- Floralba, 1902 (poesía en castellano)
- La cadena, 1905
- La bella Cintia, 1907
- Cuentos y Romances, 1907 (narrativa y poesía en castellano)
- Él obispo de Orense D. Pedro Quevedo y Quintano como patriota y como político, 1908
- Memoria crítico-bibliográfica sobre el teatro regional gallego, 1912
- Suriña, Biblioteca de Escritores Gallegos, 1913 (novela en castellano).[2]
- Romances, 1916
- Historia de la provincia de Lugo, 1918-27, 7 volúmenes
- Geografía General de el Reino de Galicia (Tomo IV, provincia de Lugo; 1928)